# 181 (число)
Вижте пояснителната страница за други значения на 181.
181 (сто осемдесет и едно) е просто, естествено, цяло число, следващо 180 и предхождащо 182.
Сто осемдесет и едно с арабски цифри се записва „181“, а с римски цифри – „CLXXXI“. 181 е на 42-ро място в реда на простите числа (след 179 и преди 191). Числото 181 е съставено от три цифри от позиционните бройни системи – 1 (едно), 8 (осем), 1 (едно).

## Общи сведения
- 181 е нечетно число.
- 181-вият ден от годината е 30 юни.
- 181 е година от Новата ера.